# Allobates hodli
Allobates hodli é uma espécie de anfíbio da família Aromobatidae. Endêmica do Brasil, pode ser encontrada na bacia do rio Madeira no estado de Rondônia.